# Austromantispa trevori
Austromantispa trevori is een insect uit de familie van de Mantispidae, die tot de orde netvleugeligen (Neuroptera) behoort. 
Austromantispa trevori is voor het eerst wetenschappelijk beschreven door Lambkin in 1986.